# Oria (Spanyolország)
Oria község Spanyolországban, Almería tartományban. Lakosainak száma 2199 fő (2024).

## Földrajza
Oria Albox, Partaloa, Fines, Olula del Río, Purchena, Somontín, Lúcar, Cúllar és Chirivel községekkel határos.

## Népesség
A település lakosságának változását az alábbi diagram mutatja:
| Lakosok száma | 2128 | 2350 | 2619 | 2898 | 2892 | 2495 | 2330 | 2249 | 2215 | 2199 |
|               | 2001 | 2004 | 2006 | 2009 | 2011 | 2014 | 2016 | 2019 | 2021 | 2024 |